# 東京都農林総合研究センター
東京都農林総合研究センター（とうきょうとのうりんそうごうけんきゅうセンター）は、東京都立川市富士見町にある、農業、畜産、林業の試験研究機関である。東京都（産業労働局）が、同センターの運営を財団法人東京都農林水産振興財団に2005年（平成17年）4月から委託している。職員のほとんどが東京都からの派遣職員（都の職員）である。
平成17年3月までは、東京都農業試験場、東京都畜産試験場、東京都林業試験場であったが、組織再編・財団化により島しょ部を除き同センターとなった。なお、島しょ部は、2005年（平成17年）4月に東京都水産試験場及び中央農業改良普及センターの島しょ部の支所とともに、東京都島しょ農林水産総合センターになった。2006年（平成18年）4月に、東京都立食品技術センターが、財団法人東京都農林水産振興財団が指定管理者となったことから、農林総合研究センターの一組織となった。平成20年4月に組織が一部改正された。2010年（平成22年）4月に公益財団法人化され、公益財団法人東京都農林水産振興財団となった。

## 組織
- 研究企画室
  - 試験研究の効率的な運営・管理
- 園芸技術科
  - バイテク技術等を利用した東京特産品種の育成
  - 高品質・高付加価値農作物の育成
  - 園芸作物の生産性向上技術開発
- 生産環境科
  - 農産物の安全性確保技術の開発
  - 病害虫総合管理技術（IPM）の開発研究
- 畜産技術科 
  - 高品質・高付加価値農作物の育成
  - 農産物の安全性確保技術の開発
  - 有機資源管理・利用技術の開発
- 緑化森林科 
  - 緑化植物を活用した都市環境改善技術の開発
  - 豊かな森づくり技術の開発
- 江戸川分場 
  - 江東地域における高度集約型園芸技術の開発
- 食品技術センター
  - 食の安全性確保技術と機能性食品の開発
  - 地域の資源を活用した食品開発